# Toyota Corolla

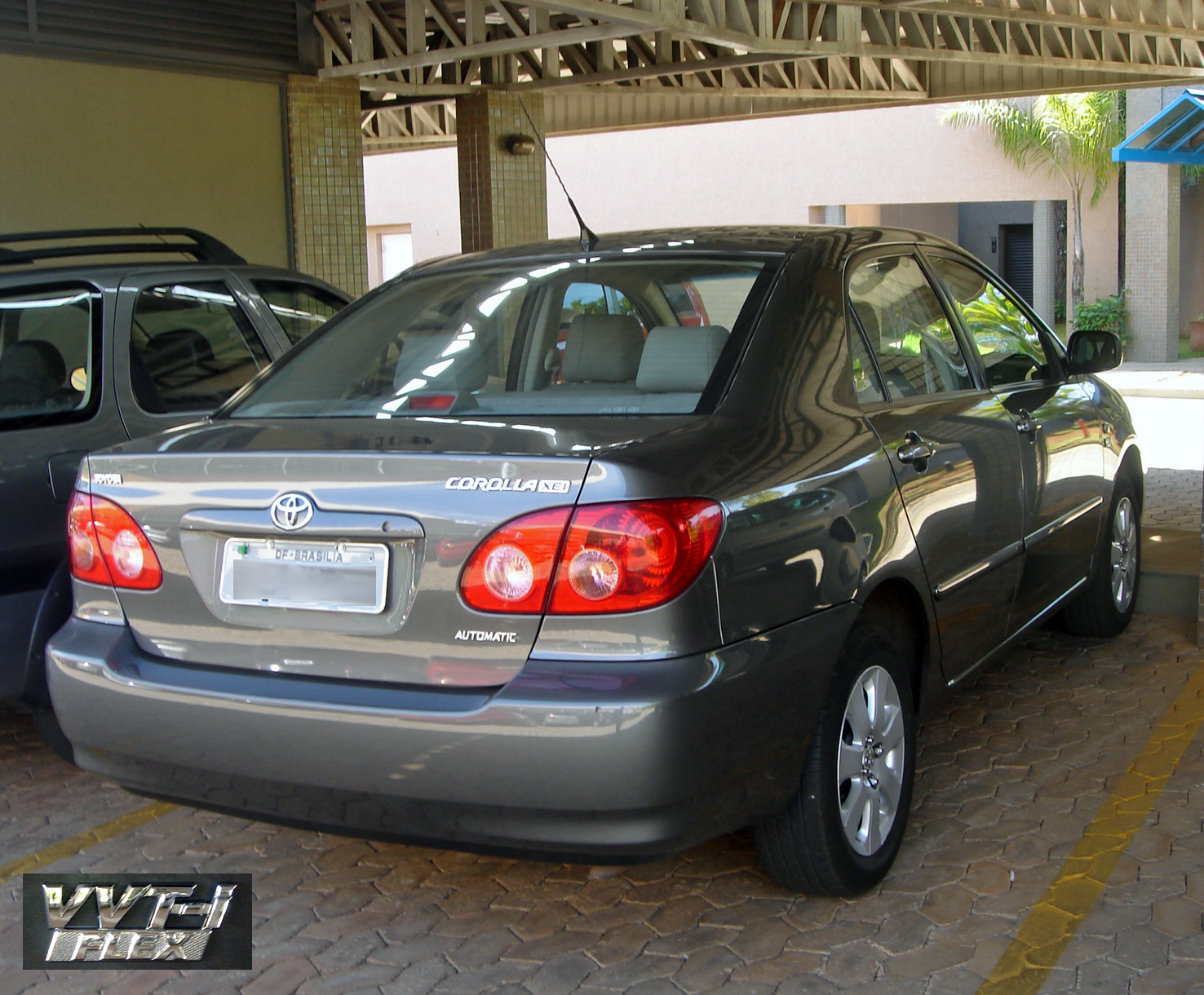
El Toyota Corolla XLi VVTi Flex és venut al Brasil amb motor flex capaç d'operar amb gasolina E20-E25 o etanol, o qualsevol mescla d'ambdós.

El Toyota Corolla és un automòbil del segment C produït pel fabricant japonès d'automòbils Toyota des de l'any 1966. En 1997, el Corolla va esdevenir l'automòbil més venut del món, i va arribar als 50 milions d'unitats venudes en 2021, i tot i la creixent popularitat dels SUV, encara era en 2020 el model més venut, amb 1,1 milions d'unitats.
El Corolla abasta dotze generacions, l'última de les quals va ser llançada en 2009. Les últimes generacions van tenir diferències d'aspecte importants segons el mercat. La desena generació fou reanomenada Toyota Auris al Japó i Europa encara que la versió sedan conserva el mateix nom.

## Primera generació - Sèrie 10 (1966-1970)

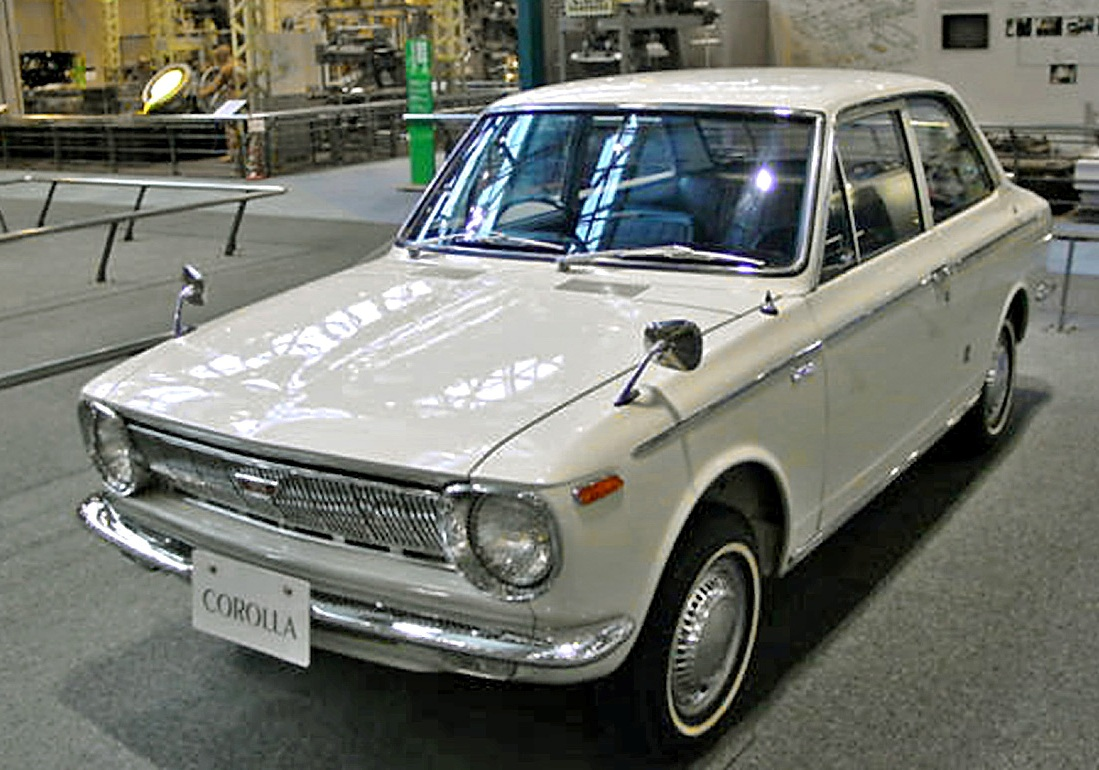
Toyota Corolla, Sèrie 10 (1966-1970).

El Corolla E10 va ser la primera generació del vehicle venut per Toyota sota el nom de Corolla.
Aquest cotxe va ser llançat al Japó a l'octubre de 1966, el seu principal competidor llavors era el Datsun 1000.
Aquest venia en carrosseries de 2 portes sedan, cupè i familiar, i 4 portes sedan; el motor que anava a ser usat originalment era un de 1.000 cm³, però va ser canviat per un L4 de 8 vàlvules a carburador amb 1.077 cm³ de cilindrada, lliurant 60 hp, i un de 1.166 cm³ d'igual condicions amb 65 hp, per a l'agost de 1969 els seus dos motors van ser repotenciats, agregant-los 13 hp a cadascun.
Venia amb transmissions de 4 velocitats manual o 2 velocitats automàtic. Va ser assemblat al Japó i Austràlia.
Dimensions:
- Longitud: 3.858 mm
- Ample: 1.491 mm
- Altura: 1.379 mm
- Distancia entre eixos: 2.286 mm

## Segona generació - Sèrie 20 (1970-1974)

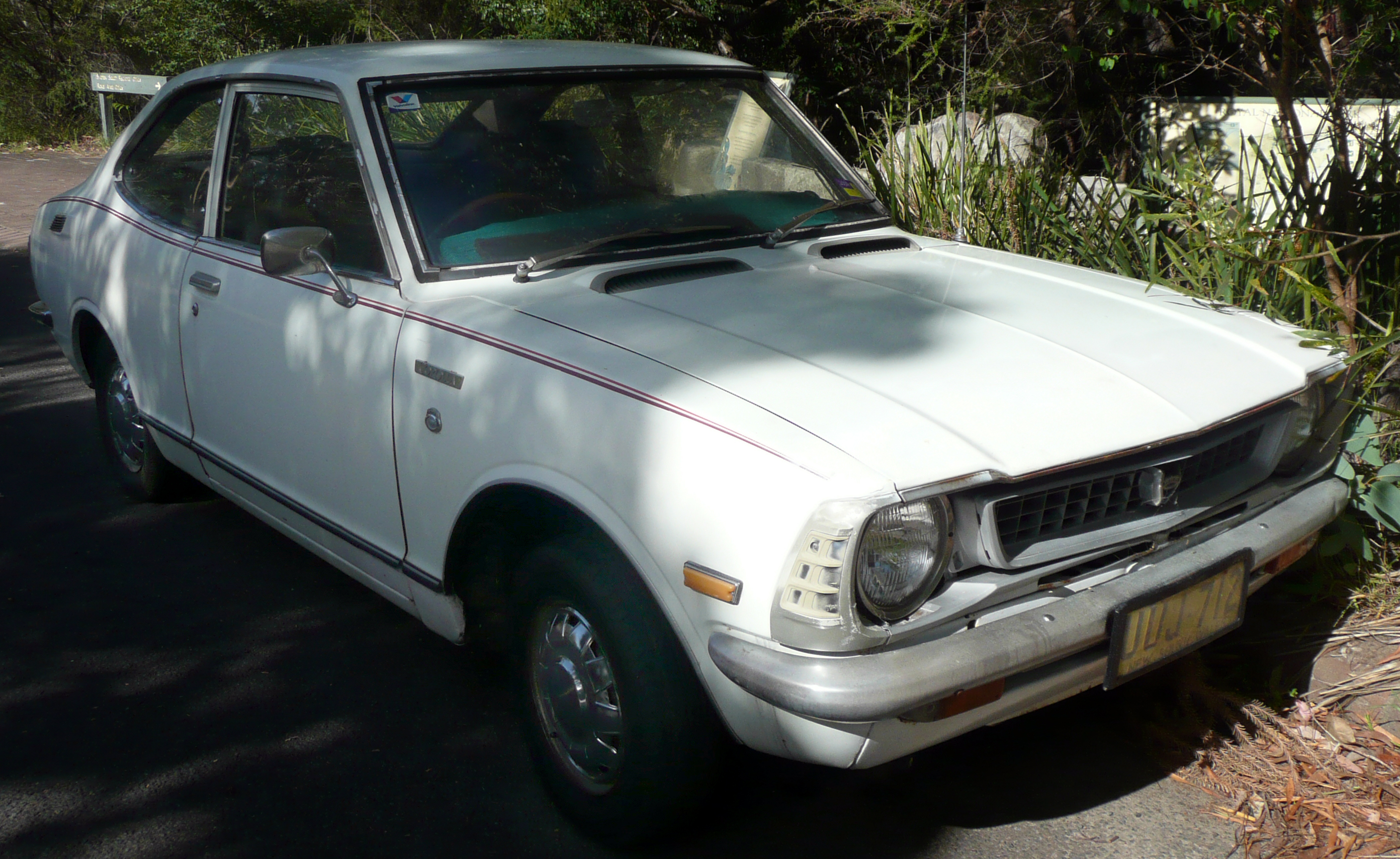
Toyota Corolla cupè, Sèrie 20 (1970-1978).

Al maig de 1970 es presenta aquest canvi d'estil del Toyota Corolla amb motors més grans i una carrosseria 10cm més llarga.
La majoria dels models de producció es van detenir al juliol de 1974, però el Familiar KE26 es va seguir comercialitzant al Japó, després es van introduir les sèries-30.
Dimensions:
- Longitud: 3.945 mm
- Ample: 1.506 mm
- Altura: 1.346 mm
- Distancia entre eixos: 2.335 mm

Motoritzacions:
Motors japonesos:
- T — 1.4 L (1.407 cm³) I4, 8-valve OHV, carb, 86 hp (63 kW)
- T-D — 1.4 L (1.407 cm³) I4, 8-valve OHV, carb, 90 hp (66 kW)
- T-B — 1.4 L (1.407 cm³) I4, 8-valve OHV, twin carb,
- 2T — 1.6 L (1.588 cm³) I4, 8-valve OHV, carb, 75 hp (56 kW)
- 2T-B — 1.6 L (1.588 cm³) I4, 8-valve OHV, twin carb
- 2T-G — 1.6 L (1.588 cm³) I4, 8-valve DOHC, twin carb, 115 hp (86 kW)
- 3K — 1.2 L (1.166 cm³) I4, 8-valve OHV, carb, 55 hp (41 kW)
- 3K-D — 1.2 L (1.166 cm³) I4, 8-valve OHV, carb, 73 hp (54 kW)
- 3K-B — 1.2 L (1.166 cm³) I4, 8-valve OHV, twin carb, 77 hp (57 kW)

JPN-market xassís:
- KE20 — 1.166 cm³ Sedan, 2-door/4-door (Std, DX, Hi-DX)
- ET20 — 1.407 cm³ Sedan, 2-door/4-door (Std, DX, Hi-DX)
- KE25 — 1.166 cm³ Hardtop cupè (DX, Hi-DX, SL)
- ET25 — 1.407 cm³ Hardtop cupè (DX, Hi-DX, SL, SR)
- KE26 — 1.166 cm³ Wagon, 3-door/5-door
- ET27 — 1.588 cm³ Hardtop cupè (Levin/Tro twincam)

## Tercera generació - Sèrie 30, 40, 50, 60 (1974-1980)

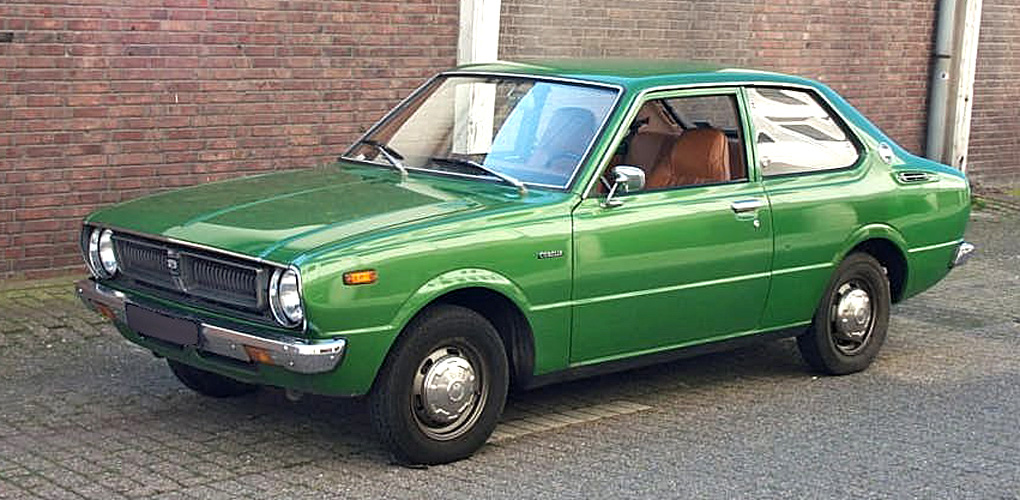
Toyota Corolla cupè (1974-1980).

A l'abril de 1974 es va veure un Corolla més arrodonit, gran, pesat i veloç. La gamma es va completar amb l'addició d'un 2 portes liftback. Se li va donar el codi E30 mentre que als esprintadors se'ls va donar el codi E40. Al març de 1976, la majoria dels models Corolla E30 van ser substituïts per models E50 i els models E40 van ser substituïts pels models E60.
Dimensions:
- Longitud: 3.990 mm
- Ample: 1.570 mm
- Altura: 1.375 mm
- Distancia entre eixos: 2.370 mm

## Quarta generació - Sèrie 70 (1980-1984)

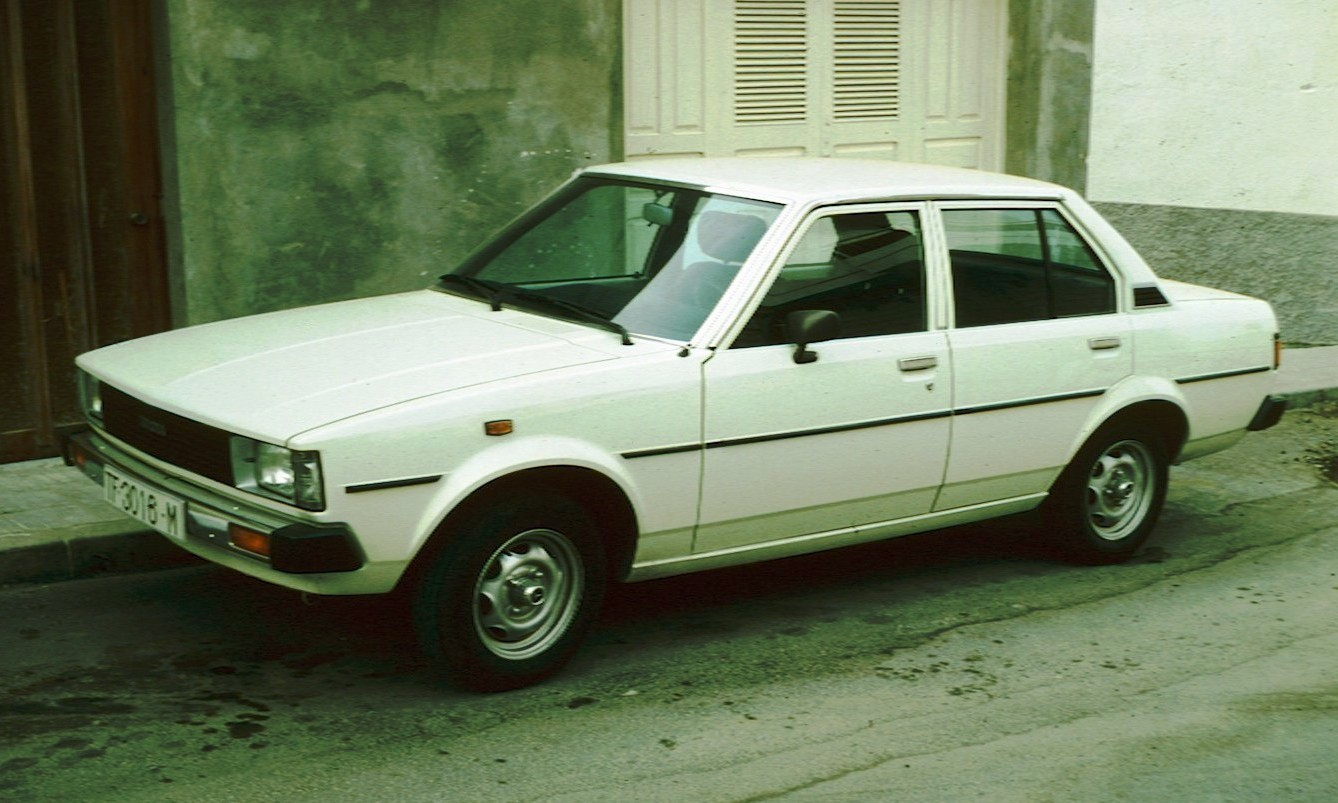
Corolla E70 sedan quatre portes.

El Corolla tenia un simple canvi en la graella, fars i llums, mentre que l'Sprinter utilitza un disseny una mica més complex, amb un canvi de les seves línies exteriors. Els nous motors 3A i 4A SOHC van ser afegits a la gamma. Aquest va ser l'últim model de la "utilització hicam K" i la Sèrie T de motors, amb tracció posterior.
Encara que la major part de la quarta generació va ser substituït pel 1984, les versions de familiar i furgoneta es van oferir a finals de 1987.
Dimensions:
- Longitud: 4.050 mm
- Ample: 1.610 mm
- Altura: 1.385 mm
- Distancia entre eixos: 2.400 mm

## Cinquena generació - Sèrie 80 (1984-1987)

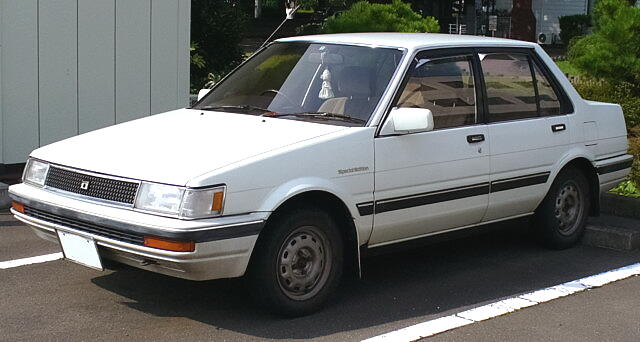
Corolla E80 sedan quatre portes.

El Corolla Sèrie 80 va ser la cinquena generació de vehicles venuts per Toyota sota l'emblema Corolla. També es ven sota l'emblema de l'Esprintador. Als Estats Units es va fabricar com a Chevrolet Nova 5a. generació entre 1985-1988 per NUMMI, una planta de fabricació d'automòbils a Fremont, Califòrnia, propietat conjunta de General Motors i Toyota, que es va inaugurar en 1984 i va tancar en 2010.
La cinquena generació és generalment considerada com el Corolla més popular si es compara amb els seus contemporanis, i es van produir prop de 3,3 milions d'unitats. Aquest model, a partir de 1983, es va traslladar el Corolla en tracció davantera, a excepció dels models AE85 i AE86 Corolla Levin / Sprinter Trueno (SR-5 / GT-S als EUA) que van continuar en la plataforma de tracció posterior més, al llarg d'amb el "liftback" de tres portes (E72), tres portes van (E70) i un carro de cinc portes (E70) de la generació anterior, que encara s'està produint. Va ser fabricat entre 1983-1987. Cal destacar que a Veneçuela va ser el primer model de la sèrie llançat al mercat en 1986 i se li va conèixer com Toyota Corolla Ávila.
Dimensions:
- Longitud:

4.135 mm (Japó)
4.255 mm (Estats Units)
- Ample: 1.635 mm
- Altura: 1.328 mm
- Distancia entre eixos: 2.430 mm

## Sisena generació - Sèrie 90 (1987-1992)

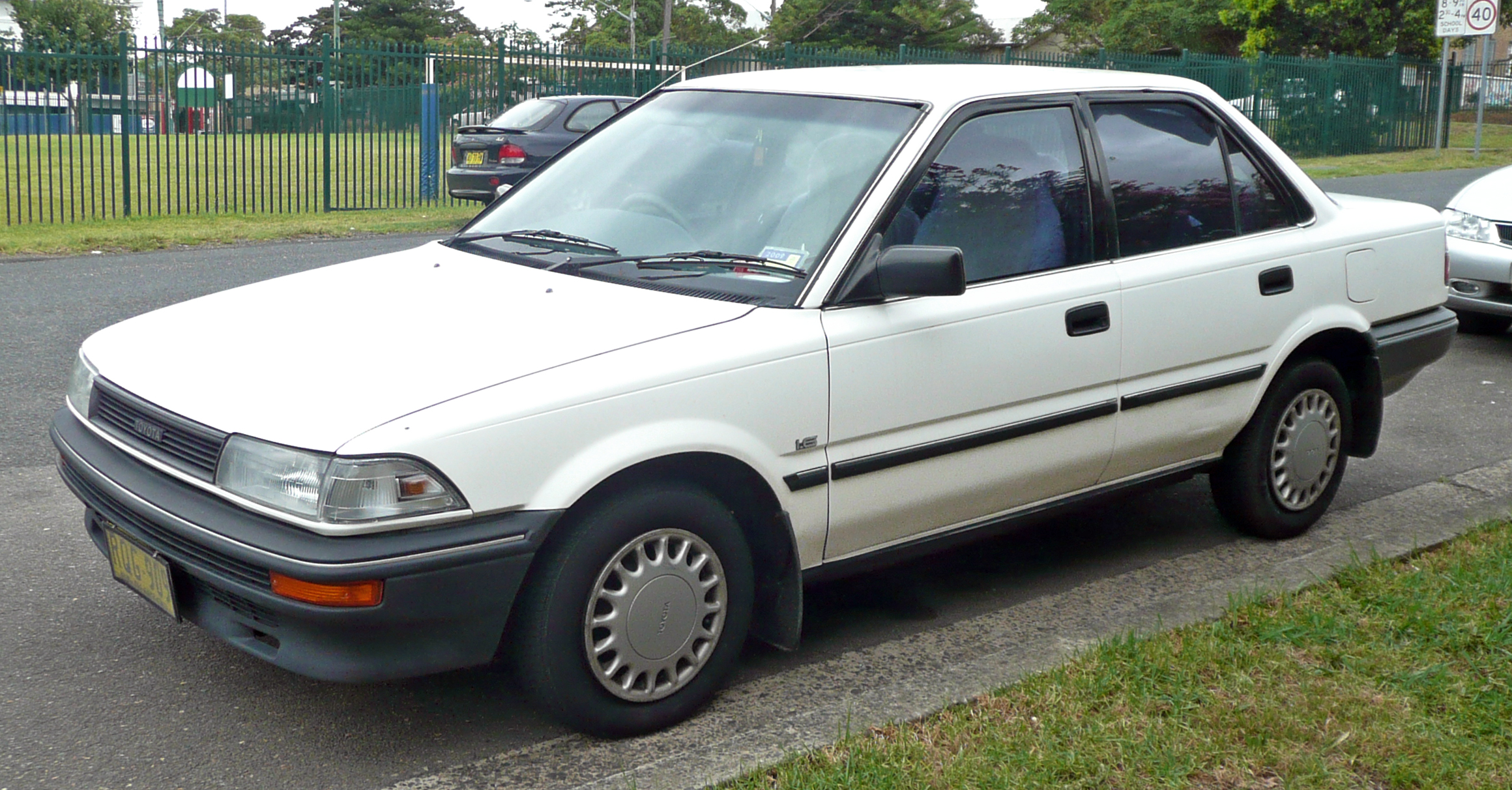
Corolla E90 sedan quatre portes.

La sisena generació del Corolla té un estil molt més arrodonit i aerodinàmic que les anteriors generacions, va tenir èxit en molts països, hi havia versions Sedan, coupe i station fins i tot versions 4wd amb motors 1.3, 1.5, 1.6 L, aquesta sèrie es va destacar per la seva gran resistència i qualitat de materials. El GT-I Turbo es va vendre en quantitats limitades, amb motors: 4A- FE 1587 c. c., els seus descendents : Sprinter, Levin, Caribe, Starlet. També es va comercialitzar una versió XL Diesel amb un Motor de 1796 c.c. (1CL) fabricada únicament al Japó que es destacava pel seu gran acompliment. Va ser fabricat entre 1987-1992.
Dimensions i especificacions:
- Llarg: 4.202 mm
- Ample: 1.665 mm
- Altura: 136 mm
- Pes: 930 kg
- Volum bagul: 440L
- Relació pes/potència: 11.3
- Frens davanters: discos ventilats
- Frens posteriors: tambor
- Susp. Davantera: Independent. McPherson. coil springs
- Susp. Posterior: Independent transverse arms. coil springs. Anti roll bar

corolla sky

## Setena generació - Sèrie 100 (1993-1997)

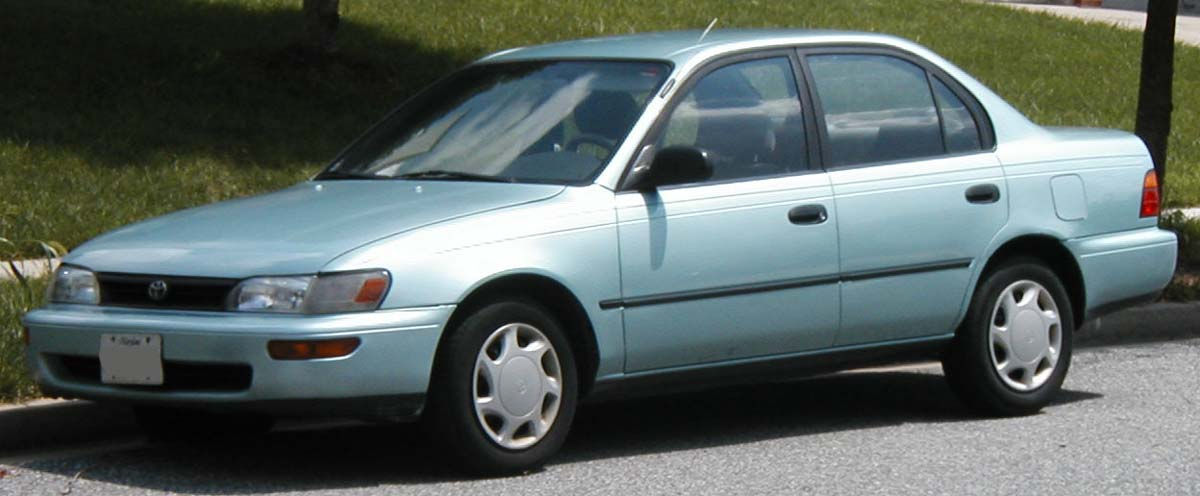
Toyota Corolla Estats Units 1992-1998.

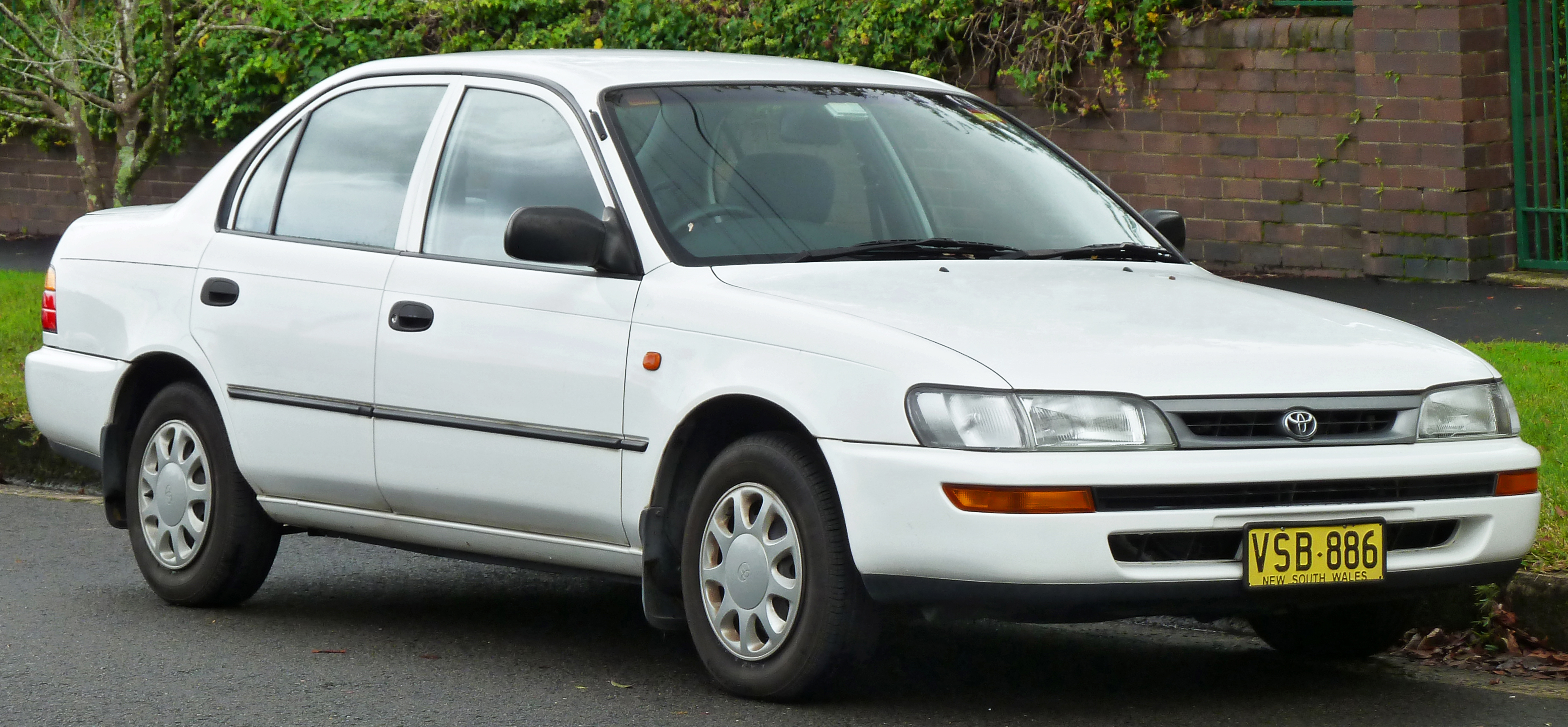
Toyota Corolla Austràlia 1992-1997.

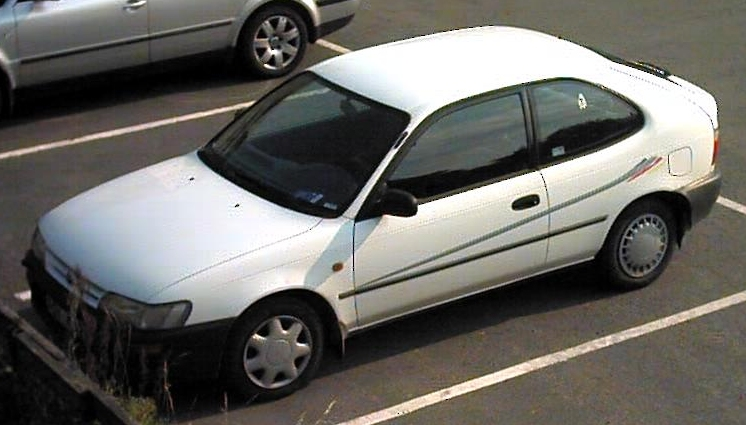
Toyota Corolla 3 portes Europa 1992-1997.

La sèrie 100 no va tenir tant èxit com l'anterior generació a causa que l'estructura i el xassís es va veure modificat i es va fer menys resistent amb relació a la generació anterior del Corolla pel que va tenir una baixa acceptació pel que fa a generacions anteriors. Es va produir amb una carrosseria més arrodonida i les següents motoritzacions:
Motoritzacions:
- 2I - 1,3 L (1.295 cm³) 4 cilindres SOHC 12 de 73 CV (54 kW 72 hp)
- 4I-FE - 1,3 L (1.331 cm³) 4 cilindres DOHC 16v 100 CV (74 kW 99 hp)
- 5I-FE - 1,5 L (1.497 cm³) 4 cilindres DOHC 16v 105 CV (77 kW, 104 hp)
- 5A-FE - 1,5 L (1.498 cm³) 4 cilindres DOHC 16v 105 CV (77 kW, 104 hp)
- 4A-FE - 1,6 L (1.587 cm³) 4 cilindres DOHC 16v 115 CV (85 kW, 113 hp)
- 4A-GE - 1,6 l (1.587 cm³ 20v 4 cilindres DOHC VVT 160 PS (118 kW, 158 hp)
- 4A-GZE - 1,6 L (1.587 cm³) 4 cilindres DOHC 16v sobrealimentat de 170 CV (125 kW 168 hp)
- 2C - 2,0 L Dièsel (1.974 cm³) 4 cilindres SOHC 73 PS (54 kW 72 CV)
- 3C-I - 2,2 L Dièsel (1.974 cm³) 4 cilindres SOHC 79 CV (58 kW, 78 hp)

En aquesta generació es marca l'inici per a la Injecció Electrònica inventada per la mateixa signatura (Toyota) en els seus motors, sobretot en el 5A-FE
- A Amèrica es va comercialitzar des de 1991 fins a 1998
- Es va fabricar al Japó, Estats Units, Canadà, Veneçuela.
- Va ser el cotxe més venut en el seu segment a Bolívia i Canadà.

## Vuitena generació - Sèrie 110 (1998-2002)

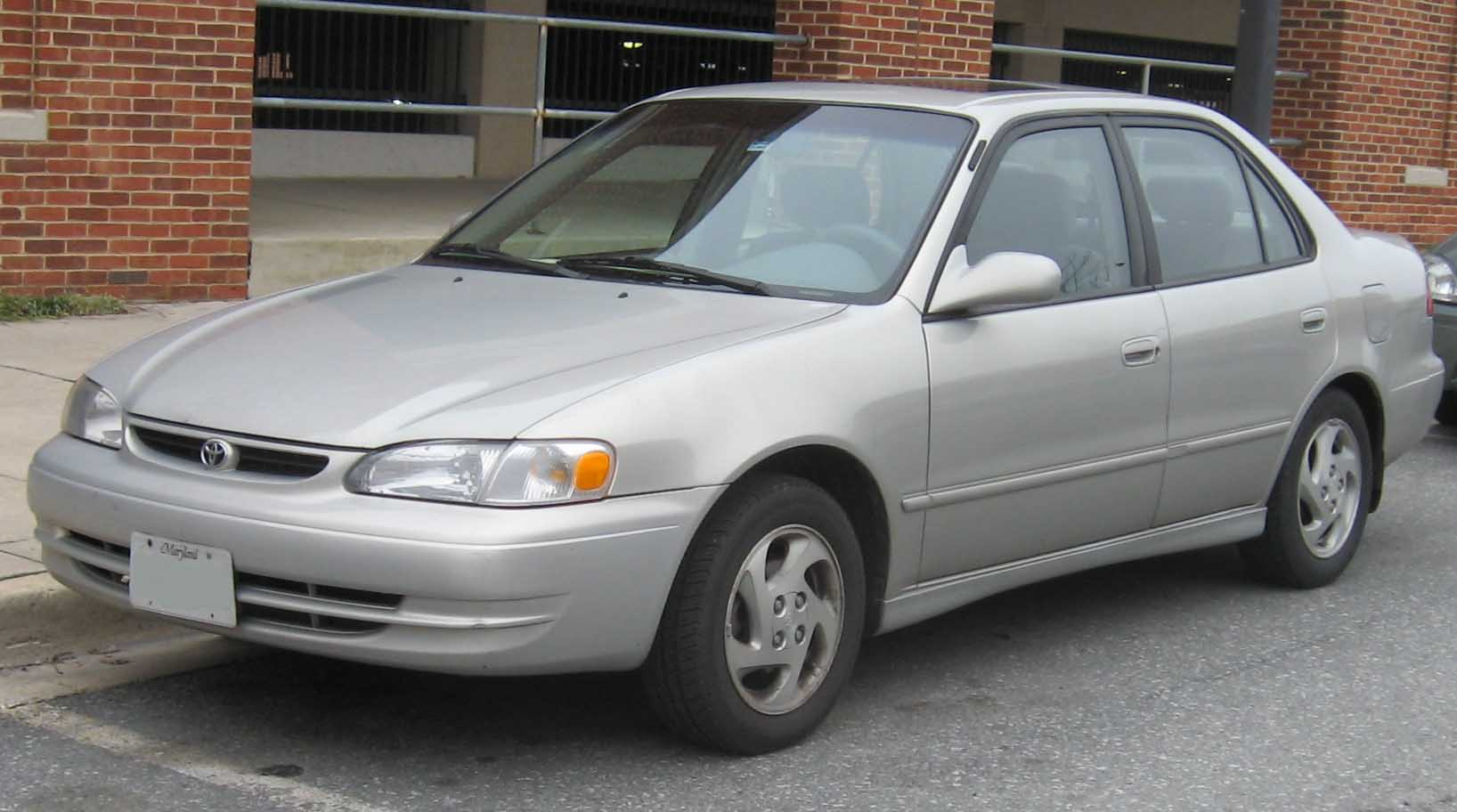
Toyota Corolla (Estats Units i Canadà) 1997-2002.

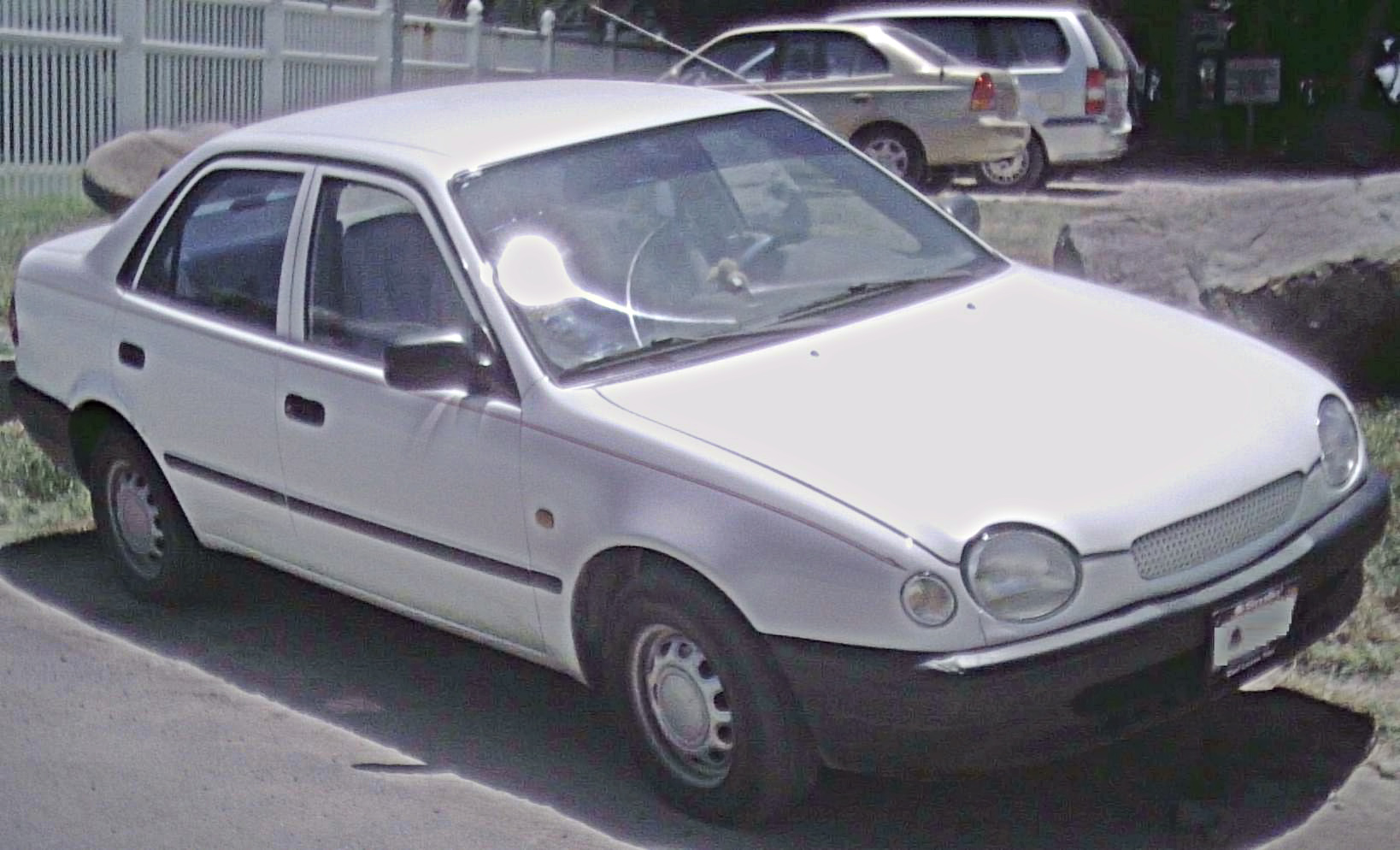
Toyota Corolla (Àfrica, Centreamèrica i el Carib, Europa, Oceania, Orient Mitjà i Sud-amèrica) 1997-2000.

Aquest marca la fi de l'Esprintador, el Corolla presenta un canvi fonamental en el seu disseny, aquesta generació tracta d'eliminar el motor convencional i introdueix la família de motors VVT-i solament per a alguns mercats. La versió d'aquest Corolla ve en Sedan i en station wagon, comercialment té un codi com a W-724 en la línia automotriu, es va fabricar des de 1991 fins a 1999.
Motoritzacions:
- 1ZZFE:	1.800CC 16-VALVE DOHC EFI
- 4A-GE - 1,6 L (1.587 cc) I4, 20 vàlvules, DOHC, FI, 165 ps (121 kW)
- 4A-FE - 1,6 L (1.587 cc) I4, 16-vàlvules DOHC, FI, 115 ps (84 kW)
- 5A-FE - 1,5 L (1.498 cc) I4, 16-vàlvules DOHC, FI, 100 ps (73 kW)
- 7A-FE - 1,8 L (1.762 CC) I4, 16 valvulas DOHC, FI, 120 ps (78w)
- 4I-FE - 1,3 L (1.331 cc) I4, 16-vàlvules DOHC, FI, 88 ps (64 kW)
- 3C-I - 2,2 L (2.184 cc) I4, dièsel, injecció electrònica de combustible, 79 ps (58 kW)
- 2C-III - 2,0 L (1.974 cc) I4, dièsel, FI, de 73 ps (53 kW)
- 7AJ 1800CC

A Amèrica
- Argentina: importat del Japó per importadors particulars i posteriorment per Toyota Argentina en versió Sedan i hatch back tres portes.
- Bolívia: importat del Japó (Llums rodones) per Toyota Bolívia i els Estats Units per particulars.
- Amèrica del Nord: fabricat als Estats Units i Canadà amb motor nafter: Canadà, Estats Units. A Mèxic no es va comercialitzar.
- Centreamèrica: importat del Japó.
- Veneçuela: fabricat a Veneçuela per a l'Equador, Colòmbia i Veneçuela.
- Uruguai: importat del Japó en

totes les seves versions, 1998 al 2002.
- Brasil: fabricat a Toyota Brasil amb motor 7AJ.

## Novena generació - Sèrie 120 (2003-2008)

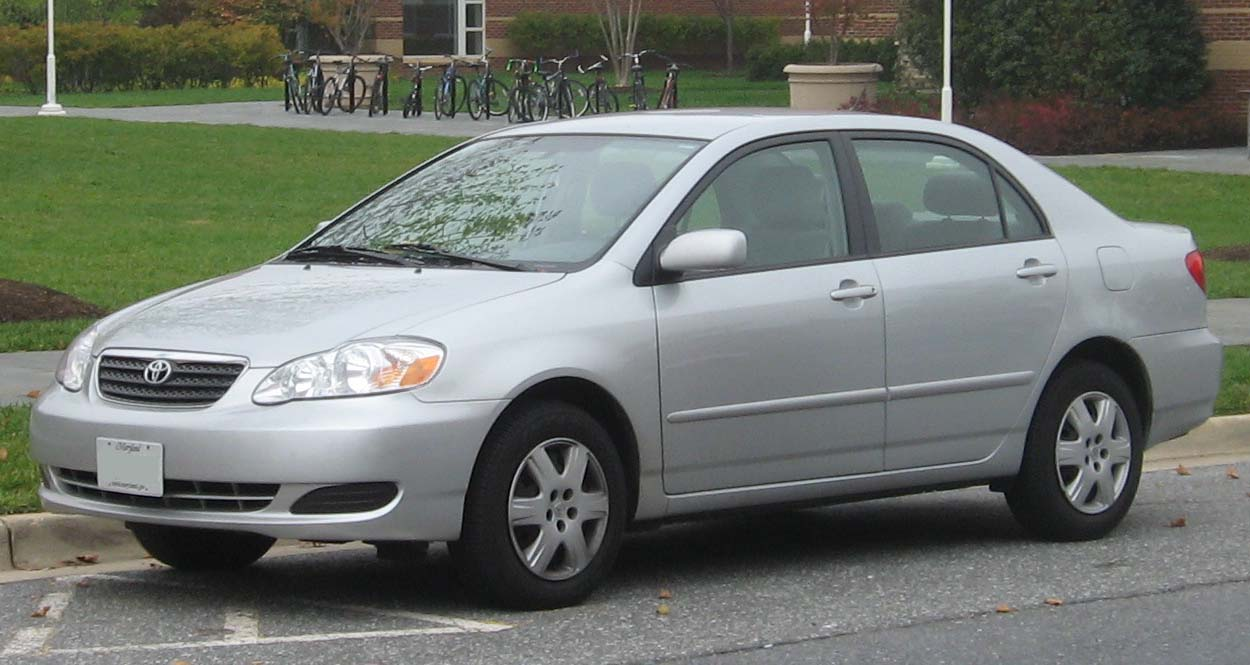
Toyota Corolla 2004-2007.

Aquesta generació va ser presentada al novembre de l'any 2000 i va mostrar un disseny més acoblat al nou segle, aquest canvia totalment quant al disseny i motors ja sigui pel motor 1ZZ-FE 1.8 L per al mercat nord-americà i el motor 3ZZ-FE 1.6L per als mercats d'Amèrica del Sud i Europa.
El model per al Japó i Sud-amèrica té una envergadura més curta i un disseny senzill amb interiors més bàsics. Per a Amèrica del Nord el model és més luxós i amb una envergadura molt més gran incloent motors amb Major cilindrada. En la prova d'Euroncap en 2007 Adult 34, Infantil 39, Vianants 23. Va obtenir 5 estels 
A Amèrica
- Bolívia: importat del Japó per Toyota Bolívia i els Estats Units per particulars.
- Xile: entre 2002-2004 va ser importat el model japonès i entre 2004-2008 el model nord-americà fabricat a Brasil, amb les dues opcions de motor (3ZZ-FE 1.6 L i 1ZZ-FE 1.8 L, tots dos VVT-i) i 6 velocitats, notant-se la baixa de qualitat i durabilitat entre el model nipó i el brasiler.
- Veneçuela: fabricat a Veneçuela per a l'Equador, Colòmbia i Veneçuela.
- Mercosur: fabricat a Brasil per a Argentina, Brasil, Paraguai i Uruguai.
- Amèrica del Nord: fabricat als Estats Units i Canadà per TLCAN: Canadà, Estats Units i Mèxic.
- Centreamèrica: entre 2002-2004 va ser importat del Japó i entre 2004-2008 va ser importat de Brasil.

## Desena generació - Sèrie 140/150 (2009-2012)
Aquest model es va presentar als Estats Units una mica més retardat que en els altres països i per al mercat japonès s'elimina el nom oficial Corolla per nomenar-lo Corolla Axio que és més petit per lleis japoneses, a Amèrica del Nord manté el nom de Corolla Fielder.
A Amèrica del Nord, Xile i Europa el Corolla és ara anomenat sedan, incloent el motor 1ZR-FE DUAL VVT-i d'1.6L i 121 hp. amb interiors més senzills que el japonès.
A Amèrica
- Xile: importat de Brasil entre 2008-2010 i des del Japó entre 2010-2014, amb motor 1ZR-FE en 5 versions (XLI Mecànic, XLI Mecànic Aire condicionat, GLI Mecànic, GLI Automàtic i LEI Automàtic) posseeix 6 velocitats en totes les versions mecàniques i tauler Optitron a partir del GLI.
- Mercosur: fabricat a Brasil per a Argentina i Brasil. Es va exportar la versió bàsica del Corolla CE a Mèxic. Fabricat a Veneçuela en la planta de Cumaná per a mercat local i exportat a Colòmbia
- Uruguai: Importat del Japó en totes les seves versions (Disponible amb Motoritzacions 1.6L i 1.8L Nafta i 2.0 Diesel). Es van comercialitzar molt poques unitats fabricades a Brasil a causa de la notòria baixa qualitat entre el model brasiler i el Japó.
- Amèrica del Nord: fabricat al Canadà per TLCAN: Canadà, Estats Units i Mèxic. En el 2011 va rebre un canvi de disseny en el front i llums posteriors i bagul exclusiu per a Amèrica del Nord.
- Centreamèrica: importat del Japó.
- Mèxic: es comercialitza en versions LE, XLE i XRS. En el 2008 es va importar el Corolla CE fabricat a Brasil, el 2009 va ser reemplaçat pel Canadenc. els 4 frens de disc de la versió per a Mèxic és la principal diferència que té amb els models comercialitzats als Estats Units i Canadà que usen discos i tambor.
- Bolívia: Toyota Bolívia comercialitza la versió fabricada al Japó, importadors independents comercialitzen unitats fabricades a Canadà, Estats Units i Japó.

## Desena Primera generació - Sèries E160/E170 (2013-2019)
Igual que en la generació anterior, Toyota va presentar dues versions alternatives de Corolla, les quals diferien molt entre si quant als seus dissenys. Aquestes noves generacions de Corolla (presentades als seus respectius mercats després de la desena generació), van rebre les nomenclatures E160 i E170, respectivament. Cada versió ha estat desenvolupada per satisfer les demandes dels diferents mercats, sent la versió E160 destinada al mercat japonès i la E170 a altres mercats, entre ells el d'Amèrica.
La primera versió de la Desena Primera generació del Corolla va ser la I160, la qual va sortir a la venda al Japó en maig de 2013. Igual que en la generació anterior, tant el sedan com la rural rebien noms particulars, sent el sedan conegut com Corolla Axio, mentre que la rural continuava sent coneguda com Corolla Fielder. Aquestes unitats són produïdes per la Central Motors, una filial de Toyota situada en la prefectura de Miyagi, Japó. Entre les característiques més destacades de l'I160, el seu disseny està basat en la plataforma B de Toyota, la qual permet la incorporació de carrosseries de dimensions estretes (com el Toyota Yaris), la qual cosa li permet al vehicle un millor acompliment en maniobrabilitat i la possibilitat d'accedir a carrerons estrets.
El Corolla Axio E160 està disponible amb dues opcions de motors, tots dos de quatre cilindres: El 1NR-FE d'1.3 litres i el 1NZ-FE d'1.5 litres. Així mateix, ofereix versions de tracció davantera o tracció total i dos tipus de transmissió, sent aquestes la manual de 5 velocitats i l'automàtica CVT. En aquest sentit, la transmissió CVT és estàndard per a totes les versions amb motor 1.3 i per la 1.5 tracció total. En el del Corolla Fielder E160 també presenta dos tipus de motoritzacions de quatre cilindres en línia, sent aquestes el 1ZZ- FE d'1.5 litres i el 2ZR-FAE d'1.8 litres, tots dos combinats amb la caixa automàtica CVT. La versió d'1.5 litres està disponible amb tracció davantera i tracció total, mentre que la d'1.8 litres s'ofereix solament en tracció davantera. A aquestes versions, se'ls sumeixi una més equipada amb un nou motor 2NR-FKE, amb tecnologia VVT-ie, el qual va ser estrenat l'any 2015.
Toyota va llançar versions híbrides del sedan Corolla Axio i la camioneta Corolla Fielder per al mercat japonès a l'agost de 2013. Tots dos actuacions estan equipats amb un sistema híbrid d'1.5 litres similar a l'usat en el Toyota Prius C, amb una eficiència de combustible de 3.03 L / 100 km sota el cicle de prova JC08. L'objectiu de vendes mensuals de Toyota per al Japó és de 1.000 unitats de l'híbrid Corolla Axio i 1,500 unitats de l'híbrid Corolla Fielder. Totes les versions del Corolla I160 són destinades als mercats del Japó, Hong Kong i Sri Lanka, sempre obdedeciendo els patrons de regulació de dimensions establerts pel govern japonès.
Per la seva banda, en els altres mercats en els quals Toyota té presència, la marca va continuar amb la venda de les versions E140/E150 de carrosseria ampla fins a l'any 2013. A mitjan aquest any, va ser llançada als Estats Units la versió Corolla E170, el disseny de la qual distava molt de l'E160 japonès, a més de ser de dimensions majors a est. Aquesta versió de Corolla va ser desenvolupada als Estats Units per la filial Toyota Motor Manufacturing Mississippi (TMMMS), la qual va llançar el model l'any 2013 amb dos estils frontals de disseny, sent un destinat per al mercat nord-americà i el restant, pels altres mercats al que estava destinat el model. En aquest sentit, l'I170 presenta un disseny més ampli que els seus antecessors, alhora d'estar projectat sobre una plataforma totalment diferent: La Toyota New MC.
Aquesta versió de Corolla va ser presentada únicament en versió sedan (sedan de 4 portes), la qual al mateix temps també rep un segon nom per diferenciar-se dels seus homònims japonesos, sent conegut com Corolla Altis. Per la seva banda, al mercat xinès és produït per dos fabricants en aliança amb Toyota, sent aquests FAW i Guangqi. Ambdues signatures produeixen i venen el Corolla Altis sota les marques FAW-Toyota i Guangqi-Toyota, sent la primera versió oferta amb el nom Corolla, mentre que la segona es denomina Levin.

## Dotzena generació - Sèries E210 (2019-actualitat)

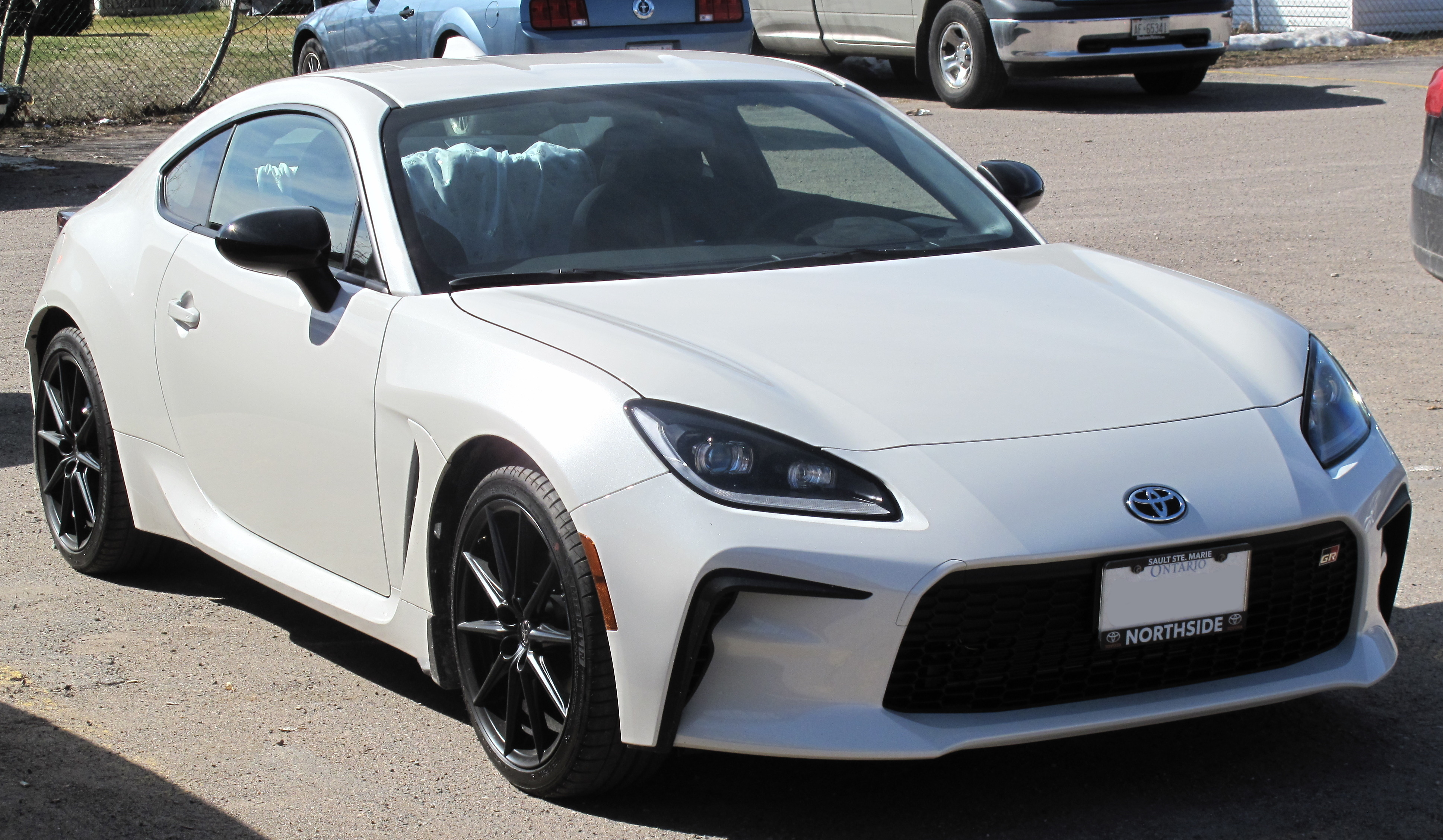
El Toyota Corolla Hatchback 2024.

La dotzena generació del Toyota Corolla està disponible en diverses carrosseries:

### Hatchback
La dotzena generació del Corollaamb carrosseria hatchback es va presentar com a model de preproducció al març de 2018 en el Saló de l'Automòbil de Ginebra com l'Auris. La versió de producció nord-americana del Corolla Hatchback es va presentar el 28 de març de 2018 en el Saló Internacional de l'Automòbil de Nova York, i els detalls i les fotos oficials es van revelar el 22 de març de 2018. El Corolla Hatchback es va llançar al Japó el 27 de juny de 2018 com el Corolla Sport. El Corolla Hatchback va sortir a la venda als Estats Units a mitjan juliol de 2018, i posteriorment es va llançar a Austràlia el 7 d'agost de 2018. La producció del Corolla Hatchback al mercat europeu va començar el 14 de gener de 2019, i les vendes van començar en el Regne Unit al febrer de 2019 i en tot Europa al març de 2019.